# Mesannipada
Mesannipada (nebo Mesannepada, Mesanepada, Mes-Anni-Padda, česky „Panovník zvolený nebesy“), asi 25. století př. n. l., možná datace asi 2550 – 2525 př. n. l., byl podle Sumerského královského seznamu prvním králem 1. dynastie urské. Na tomto seznamu mu je připisováno 80 let vlády. Mesannipada údajně svrhl kišského krále Mesilima a uruckého krále Lugalkindu a nastolil tak hegemonii města Ur v Sumeru.
Mesannipada je vedle Mesilima jedním z prvních králů Sumerského královského seznamu, jehož existence je bezpečně prokázána archeologickými vykopávkami královského pohřebiště 1. urské dynastie vedené britským archeologem Leonardem Woolleym. Mesannipada posílal dary králům západosumerského města Mari. Na lapizlazuritovém pásku nalezeném v tomto městě, se tvrdí, že otcem Mesannipady byl Meskalamdug. Jejich jména nalézáme i na pečetních válečcích v pohřebišti v Uru.
Pokud se chceme opírat o Královský seznam, který pokládá Mesannipadu za zakladatele 1. urské dynastie, pak pro jeho předchůdce Meskalamduga, Akalamduga, případně „královnu“ Puabi musíme vyčlenit zvláštní, 0. dynastii, jak to někteří badatelé dělají. O těchto prokazatelně historických osobách Seznam mlčí. Z archeologických pramenů dokonce vysvítá, že Mesannipada byl vnukem Meskalamduga a synem Akalamduga. Sumerský královský seznam uvádí toto pořadí králů 1. dynastie urské:
1. dynastie Uru
- Mesannipada, vládl v Uru 80 let
- Meskiagnannar, vládl v Uru 36 let
- Elulu , vládl v Uru 25 let
- Balulu, vládl v Uru 36 let

Tvrdí se zde, že „pak byl Ur poražen a královský majestát přešel do Awanu“. Seznam nejen postrádá Mesannipadovy předchůdce, ale zřejmě i jeho historického nástupce a pravděpodobně syna Aanipadu. Původně se předpokládalo, že Meskiagnannar byl druhým synem Mesannipady, je však možné, že byl synem Aanipady. Ani jeden z nich se však už nepyšnil titulem kišského krále.